# Bon Accord
Bon Accord es una localidad de Trinidad y Tobago, que forma parte de la parroquia de St. Patrick.

## Geografía
La localidad abarca parte de la isla de Tobago y limita al norte con Milford Court-Pigeon Point y Canaan, al sur con el océano Atlántico, al este con Lowlands y al oeste con Crown Point.

## Demografía
Datos demográficos de la localidad de Bon Accord:
| Gráfica de evolución demográfica de Bon Accord entre 2000 y 2011 |
|                                                                  |